# 平良良松
平良 良松（たいら りょうしょう、1907年（明治40年）11月12日 - 1990年（平成2年）3月19日）は、日本の政治家。沖縄県那覇市長（4期）などを務めた。

## 来歴・人物
那覇市出身。沖縄県立第一中学校（現・沖縄県立首里高等学校）を卒業後上京し、近衛師団兵器部にて働きながら法政大学専門部法律科に通っていたが、赤色救援会の活動への関与が発覚したことや病気療養により、一旦帰郷する。
だが、警察の監視つきで就職さえままならなかったため、1934年、ペルー・リマ市に渡り現地の日本人学校で8年間教鞭を執る。終戦後の1946年に沖縄へ戻り、村会議員や農協会長などを経て、1954年から4期にわたり立法院議員となる。
1968年、那覇市長選に沖縄社会大衆党から立候補し初当選。沖縄返還を経て、1984年まで4期市長を務める。市長在任中は沖縄革新の代表的な一人として米軍基地の撤去を主張し続けたほか、1972年12月から1973年2月まで間、自衛隊隊員の住民登録申請の受付を停止する措置を取った。
このほか就任中、「沖縄都市モノレール線」（通称・ゆいレール）の建設計画を、当時の屋良朝苗県知事らとともに決定する。
1990年3月19日死去。

## 著書
- 『平良良松回顧録ー革新市政16年』（沖縄タイムス社、1987年）
- 『戦前沖縄における無産運動』　安仁屋 政昭

## 参照
1. 1 2 3 4 5 6  『新訂 政治家人名事典』343頁。
2. ↑  戦前沖縄における無産運動 沖縄史料編集所紀要(8) 32頁
3. ↑  「那覇市、あすから再開」『朝日新聞』昭和48年（1973年）2月16日朝刊、13版、3面